# 第一代森麻實伯爵約翰·蒲福
約翰·博福特（英語：John Beaufort，約1371年—1410年3月16日），第一代薩默塞特伯爵，岡特的約翰的私生子。

## 家庭
1397年，約翰·博福特與瑪格麗特·霍蘭德結婚，兩人共有4子2女：
- 亨利·博福特（英语：Henry Beaufort, 2nd Earl of Somerset）（1401年—1418年），第二代森麻實伯爵，早逝
- 瓊安·博福特（？—1445年），蘇格蘭王后
- 約翰·博福特（1404年—1444年），第一代萨默塞特公爵，亨利七世的外祖父
- 湯瑪士·博福特（英语：Thomas Beaufort, Count of Perche）（1405年—1431年），佩什伯爵
- 埃德蒙·博福特（1406年—1455年），第二代森麻實公爵
- 瑪格麗特·博福特（英语：Margaret Beaufort, Countess of Devon）（1409年—1449年），德文伯爵夫人

| 官衔              | 官衔                     | 官衔                   |
| ----------------- | ------------------------ | ---------------------- |
| 前任者： 約克公爵 | 五港總督 1398年—1399年   | 繼任者： 托馬斯·葉佩漢 |
| 英格蘭貴族爵位    |                          |                        |
| 新建立            | 森麻實伯爵 1397年—1410年 | 繼任者： 亨利·博福特   |